# Torn Down
Torn Down (również Torn Down – Mixed Up Extras) – album brytyjskiej grupy The Cure z remiksami jej utworów stworzonymi przez jej lidera Roberta Smitha. Album ukazał się 21 kwietnia 2018 na limitowanym kolorowym winylu z okazji Record Store Day. Później, 15 czerwca 2018, pojawił się on również na standardowym czarnym winylu oraz jako część boksu CD Mixed Up Deluxe Edition.

## Historia powstania
O planach wydania kontynuacji remiksowego albumu Mixed Up Robert Smith wspominał już na kilka lat przed ukazaniem się Torn Down. W pierwotnym zamyśle miał być to zbiór remixów utworów The Cure stworzonych przez inne zespoły. Tych nie zebrało się jednak wystarczająco dużo, dlatego lider zespołu zmienił plany i w 2017 roku sam zajął się przerabianiem własnych utworów. W efekcie między sierpniem a październikiem 2017 stworzył w kolejności chronologicznej 16 remiksów, które złożyły się na album Torn Down.
W dniu 13 kwietnia 2018, na antenie BBC Radio 6 Music, w trakcie wywiadu ze Smithem został opublikowany promujący wydawnictwo utwór Want (Time Mix). Jeszcze tego samego dnia pojawił się on na platformie Spotify.

## Lista utworów
W nawiasach podano z jakiego wydawnictwa pochodzi oryginalna wersja utworu.
1. Three Imaginary Boys – Help Me Mix (3:21) (Three Imaginary Boys, 1979)
2. M – Attack Mix (3:07) (Seventeen Seconds, 1980)
3. The Drowning Man – Bright Birds Mix (4:29) (Faith, 1981)
4. A Strange Day – Drowning Waves Mix (5:05) (Pornography, 1982)
5. Just One Kiss – Remember Mix (4:57) (Japanese Whispers, 1983)
6. Shake Dog Shake – New Blood Mix (5:11) (The Top, 1984)
7. A Night Like This – Hello Goodbye Mix (4:24) (The Head on the Door, 1985)
8. Like Cockatoos – Lonely In The Rain Mix (3:49) (Kiss Me, Kiss Me, Kiss Me, 1987)
9. Plainsong – Edge Of The World Mix (4:33) (Disintegration, 1989)
10. Never Enough – Time To Kill Mix (3:34) (Mixed Up, 1990)
11. From The Edge Of The Deep Green Sea – Love In Vain Mix (6:21) (Wish, 1992)
12. Want – Time Mix (4:44) (Wild Mood Swings, 1996)
13. The Last Day of Summer – 31st August Mix (5:44) (Bloodflowers, 2000)
14. Cut Here – If Only Mix (4:25) (Greatest Hits, 2001)
15. Lost – Found Mix (3:59) (The Cure, 2004)
16. It’s Over – Whisper Mix (4:54) (4:13 Dream, 2008)